# Jan Axel Blomberg
Jan Axel Blomberg (* 2. srpna 1969), známější pod uměleckým jménem Hellhammer, je norský bubeník. Známý je především jako bubeník black metalové skupiny Mayhem, ke které se připojil v roce 1988, a je jediným členem, který se objevil na všech jejích albech. V roce 1987 založil Blomberg po boku Steinara Sverda Johnsena a Mariuse Volda avantgardní blackmetalovou skupinu Arcturus (původně pod názvem Mortem), která se v dubnu 2007 rozpadla, ale v roce 2011 se její členové dali znovu dohromady. Pojmenoval se po švýcarské extreme metalové kapele Hellhammer. Blomberg je trojnásobným vítězem ceny Spellemannprisen.